# Фелкуша
Фелкуша (рум. Fălcușa) — село у повіті Селаж в Румунії. Входить до складу комуни Пояна-Бленкій.
Село розташоване на відстані 363 км на північний захід від Бухареста, 56 км на схід від Залеу, 57 км на північ від Клуж-Напоки.

## Населення
За даними перепису населення 2002 року у селі проживала 91 особа, з них 90 осіб (98,9%) румунів. Усі жителі села рідною мовою назвали румунську.